# Marta Tanasiewicz
Marta Magdalena Tanasiewicz (ur. 1972) – polska stomatolog. Prof. dr hab. nauk medycznych, profesor nadzwyczajny i kierownik Katedry Stomatologii Zachowawczej z Endodoncją Wydziału Lekarskiego z Oddziałem Lekarskim i Dentystycznym w Zabrzu Śląskiego Uniwersytetu Medycznego.

## Życiorys
W 1997 ukończyła studia medyczne w Śląskiej Akademii Medycznej w Katowicach, 6 czerwca 2002 obroniła pracę doktorską Wtórna hermetyzacja wypełnień ubytków zębowych poprzez postaplikacyjne stapianie; oddziaływanie laserów wysokoenergetycznych na tkanki zęba i wybrane materiały odtwórcze, 13 marca 2008 habilitowała się na podstawie pracy zatytułowanej Nowe obszary zastosowań mikroskopii rezonansu magnetycznego w terapii i diagnostyce dentystycznej. Pracowała w Zakładzie Propedeutyki Stomatologii na Wydziale Lekarskim z Oddziałem Lekarskim i Dentystycznym w Zabrzu Śląskiej Akademii Medycznej w Katowicach.
Piastuje stanowisko profesora nadzwyczajnego oraz kierownika w Katedrze Stomatologii Zachowawczej z Endodoncją na Wydziale Lekarskim z Oddziałem Lekarskim i Dentystycznym w Zabrzu Śląskiego Uniwersytetu Medycznego.
Była członkiem Zespołu Nauk Medycznych, Farmaceutycznych, o Zdrowiu i o Kulturze Fizycznej Polskiej Komisji Akredytacyjnej.
Została odznaczona Złotym Krzyżem Zasługi (2023).